# Comité para a Libertação de Ceuta e Melilha
O Comité para a Libertação de Ceuta e Melilha (ou Comité para a Coordenação da Libertação de Ceuta e Melilha) foi uma organização irredentista marroquina focada na recuperação das praças de soberanía de Espanha. Baseava-se no ideal irredentista do Grande Marrocos.

## História
O Comité para a Libertação de Ceuta e Melilha foi fundado por membros que defendiam a ideia irredentista do Grande Marrocos, liderado por Yahya Yahya. Entre as ações mais famosas do Comité, destcam-se o roubo do braço da estátua de Pedro de Estopiñán y Virués ou o "assalto" a Peñón de Vélez de la Gomera.
A maioria das ações foi realizada em Melilha, na fronteira entre Espanha e Marrocos, onde membros do Comité agrediram vários polícias espanhóis. Tanto o seu líder, quanto diversos ativistas da organização, foram multados pelas autoridades marroquinas por esses incidentes.
Alguns membros da organização pertenciam ao Partido Liberal Marroquino (MLP).

## Dissolução
O Comité foi dissolvido a 16 de junho de 2014. Segundo os seus membros, a sua dissolução deve-se à falta de apoio da população marroquina. Yhaya Yhaya acusou o Governo de Marrocos de hipocrisia e pediu perdão à Espanha pelas suas acções.